# Kabugao
Kabugao é um município de  primeira classe de renda municipal (d) na província Apayao, nas Filipinas. De acordo com o censo de 1 de maio  de  2020 possui uma população de 16 215 pessoas e 3 506 domicílios.